# Joseph Anton von Königsfeld
Joseph Anton Graf von Königsfeld (* 6. Juni 1749; † 6. Dezember 1805 in Altötting) war ein bayerischer Prälat und Landschaftsverordneter.

## Leben
Joseph Anton von Königsfeld entstammte dem Geschlecht der Grafen von Königsfeld, das im 18. Jahrhundert zu den vornehmsten Adelsfamilien Altbayerns zählte und wurde 1759 Domherr in Freising, später infulierter Propst von St. Martin in Landshut und Propst des pfalzbayerischen Ritterordens vom hl. Georg (1770). Von 1791 bis zu dessen Säkularisation 1803 war er der 39. und letzte Propst des Kollegiatstifts Altötting. Er war von 1792 bis 1793 Prälatensteuerer, also  Einheber der Landschaftssteuern von den landständischen Klöstern. Von 1793 bis 1794 Landsteurer und von 1793 bis 1803 Verordneter der bayerischen Landschaft für das bayerische Oberland, Rentamt Burghausen (im ersten Jahr als Vertreter des Abtes Augustinus Sedlmayr von Kloster Seeon).
Am 19. Juli 1793 wurde er vom Domkapitel in Freising zum (letzten) Scholaster gewählt und von dem durch den Bischof hierzu eigens bevollmächtigten Präsidenten der geistlichen Regierung in Gegenwart der Domkapitulare Heinrich Karl Freiherrn von Schreckenstein und Hubert Graf von Waldkirch bestätigt. 
Er starb am 6. Dezember 1805 im 57. Lebensjahr in Altötting und wurde auf dem Michaeli-Friedhof bestattet. Sein prächtiges Grabmonument im klassizistischen Stil ist an der Südseite der Kirche erhalten. In Altötting ist die Königsfeldstraße nach ihm benannt.